# Даль’Арджине, Костантино
Костантино даль’Арджине (итал. Costantino Dall'Argine, имя встречается в ошибочном написании Константино; 12 мая 1842, Парма — 10 марта 1877, Милан) — итальянский композитор.
Сын Луиджи даль’Арджине (1808—1869), вокалиста и дирижёра, работавшего в области церковной музыки. Учился у своего отца, затем в Буссето и в Милане. Дебютировал как композитор мессой в честь Святой Цецилии (1862) и балетом «Фантазии поэта в Риме» (итал. Fantasie di un poeta a Roma; 1863) и в дальнейшем завоевал популярность, в первую очередь, балетной музыкой (несколько десятков сочинений); выделяются два балета даль’Арджине на восточные темы, поставленные балетмейстером Ипполитом Монплезиром в миланском театре Ла Скала — «Девадаси» (итал. La Devádácy; 1866) и «Брахма» (1868). Несколько менее удачны были оперы даль’Арджине: две дебютные, «Два медведя» (итал. I due orsi) и «Хромой дьявол» (итал. Il diavolo zoppo), представленные в Милане в 1867 году, были встречены благосклонно, но попытка предложить публике собственного «Севильского цирюльника», на то же либретто, на котором основана знаменитая опера Джоакино Россини (1868, Болонья; даль’Арджине испросил у Россини разрешения), была встречена резкой критикой. Сочинял также марши и фортепианные пьесы. Как оперный дирижёр гастролировал в различных городах Италии, а также в Валенсии (где с особым успехом представил «Силу судьбы» Джузеппе Верди) и Александрии.
Умер внезапно, вернувшись из гастрольной поездки в Египет; в пользу оставшейся без средств вдовы была объявлена подписка, Верди внёс 200 лир.
Его сын, также Луиджи даль’Арджине (1875—1950), тоже стал композитором, ему принадлежит полтора десятка оперетт, написанных в промежутке между 1896 и 1927 гг.